# Liste des épisodes de Lie to Me

Cet article présente la liste des épisodes de la série télévisée américaine Lie to Me.

## Première saison (2009)
La première saison composée de treize épisodes a été diffusée du 21 janvier 2009 au 13 mai 2009 sur la FOX, aux États-Unis.
Attention, certains épisodes ont bénéficié de titres francophones différents en Belgique. Ils sont indiqués en second le cas échéant.
1. Les Affres de la tentation (Pilot)
2. Amnésie morale (Moral Waiver)
3. Le Prix de la perfection (A Perfect Score)
4. Pour le meilleur… (Love Always)
5. Rien n'est absolu (Unchained)
6. Amour maternel (Do No Harm)
7. Question de conscience (The Best Policy)
8. La Mort dans l'âme (Depraved Heart)
9. Un mensonge de trop (Life Is Priceless)
10. La Vie comme elle est (Better Half)
11. Les Infiltrés / Infiltrés (Undercover)
12. Noces de cire / L'Imitateur (Blinded)
13. Ennemis intérieurs / Sacrifice (Sacrifice)

## Deuxième saison (2009-2010)
La deuxième saison composée de vingt-deux épisodes a été diffusée du 28 septembre 2009 au 13 septembre 2010 sur la Fox, aux États-Unis.
Attention, certains épisodes ont bénéficié de titres francophones différents au Québec. Ils sont indiqués en second le cas échéant.
1. Alter ego (The Core of It)
2. Femmes sous influence (Truth or Consequences)
3. Marchands d'espoir (Control Factor)
4. La Culpabilité (Honey)
5. Un ami qui vous veut du bien (Grievous Bodily Harm)
6. L'Homme à abattre (Lack of Candor)
7. La Quête de la vérité (Black Friday)
8. Raisons d'État (Secret Santa)
9. Casino Royale (Fold Equity)
10. La Bombe Humaine (Tractor Man)
11. Le Prédateur (Beat the Devil)
12. Venger les anges (Sweet Sixteen)
13. La Veuve noire (The Whole Truth)
14. L'Enfer du devoir (React to Contact)
15. Dans ses yeux… (Teacher and Pupils)
16. Sœurs ennemies (Delinquent)
17. Ivre de pouvoir (Bullet Bump)
18. Le Sang des combattants (Headlock)
19. La Légende d'outre-tombe (Pied Piper)
20. Plus de secret (Exposed)
21. Une vie volée (Darkness and Light)
22. De l'ombre à la lumière / Noir et Blanc (Black & White)

## Troisième saison (2010-2011)
La troisième saison composée de treize épisodes a été diffusée du 4 octobre 2010 au 31 janvier 2011 sur la FOX, aux États-Unis. 
1. Zone rouge (In the Red)
2. La Poupée de pierre (The Royal We)
3. Protéger et Trahir (Dirty Loyal)
4. Le Battement de cil du papillon (Double Blind)
5. Les Gueules noires (The Canary's Song)
6. Le Visage du mal (Beyong Belief)
7. Memento (Veronica)
8. Abel et Caïn (Smoked)
9. Hallucinations (Funhouse)
10. Le Bourreau des cœurs (Rebound)
11. Il n'y a pas de hasard (Saved)
12. Lorsque l'enfant disparaît (Gone)
13. Le Mauvais Génie (Killer App)

Titres FR